# ゲイゲームズ
ゲイゲームズ（Gay Games）は、ゲイゲームズ連盟（GGF）によって夏季オリンピックの中間年に開催される同性愛者を対象とした総合競技大会。創設者はトム・ワデル博士。当初はゲイオリンピックの名称の予定だったが国際オリンピック委員会（IOC）やUSOCがオリンピックの使用を禁じたためゲイゲームズと名づけた。

## 開催地一覧
- 1982年・1986年： アメリカ合衆国・カリフォルニア州サンフランシスコ
- 1990年： カナダ・ブリティッシュコロンビア州バンクーバー
- 1994年： アメリカ合衆国・ニューヨーク州ニューヨーク
- 1998年： オランダ・アムステルダム
- 2002年： オーストラリア・ニューサウスウェールズ州シドニー
- 2006年： アメリカ合衆国・イリノイ州シカゴ
- 2010年： ドイツ・ケルン
- 2014年： アメリカ合衆国・オハイオ州クリーブランド
- 2018年： フランス・パリ
- 2023年： 中国・香港/ メキシコ・グアダラハラ
- 2026年： スペイン・バレンシア